# Jairo Arreola
Jairo Randolfo Arreola Silva (Villa Nueva, Guatemala, 20 de septiembre de 1985) es un futbolista guatemalteco. Debutó en Comunicaciones fc, un paso por Antigua GFC, en el clausura 2022 con Guastatoya y a partir del apertura 2022 con Xinabajul-Huehue de la Liga Nacional de Guatemala, .

## Selección
Ha sido internacional con la Selección de fútbol de Guatemala en 30 partidos, anotando 1 gol.

## Clubes
| Club                 | País       | Año         |
| -------------------- | ---------- | ----------- |
| Comunicaciones       | Guatemala  | 2005 - 2012 |
| ŠK Slovan Bratislava | Eslovaquia | 2012        |
| Comunicaciones       | Guatemala  | 2013 - 2016 |
| Antigua GFC          | Guatemala  | 2017 - 2022 |